# Космические дальнобойщики
«Космические дальнобойщики» (англ. Space Truckers) — фантастическая комедия, созданная режиссёром Стюартом Гордоном в 1996 году. Другой вариант перевода названия — «Космические рейнджеры». Основой для фильма послужила книга Джона Де Ченси "Космический Дальнобойщик".
Тэглайн: «Они перевозили всё что угодно от квадратных свиней до антигравитационного пива… Но теперь у них груз крупных проблем».

## Сюжет
На секретной военной базе на Тритоне глава огромной корпорации, Э. Г. Сэггс, смотрит на тестирование боевых роботов, сделанных по его заказу. Эти роботы кажутся почти непобедимыми. Создал роботов немного сумасшедший гений Нейбл. По окончании испытаний Сэггс приказывает киборгу убить Нейбла.
После заварушки на космической станции, в которой погибает начальник дальнобойщиков, бывалый дальнобойщик Джон Кэньон вместе с его подружкой Синди и новым напарником Майком Пуччи получает заказ доставить партию секс-кукол на Землю. Они, конечно, знают, что никаких кукол в контейнере нет, но нет и другой работы на станции. К сожалению, Джон решает срезать путь через зону космоса, где орудуют пираты. Их космический тягач оказывается повреждён и захвачен пиратами. Синди соглашается переспать с капитаном пиратов, если он даст им троим улететь спокойно. Капитаном оказывается Нейбл, который после битвы с роботом получил тяжёлые травмы, но восстановил своё тело механическим путём. В контейнере оказывается крупная партия тех самых роботов, один из которых активируется и начинает убивать пиратов. Синди удаётся сбежать и освободить Джона и Майка. Они убегают с корабля пиратов на своём тягаче, но раненый капитан остался в контейнере. Умирая, он рассказывает Джону и Майку правду об их грузе. Когда они прибудут на Землю, все киборги активируются и нападут на планету. Джон говорит Синди и Майку уходить в спасательной капсуле. Сам Джон остаётся, чтобы направить тягач и груз на крутой вход в атмосферу, чтобы сжечь всех киборгов. Едва успевая спрыгнуть с парашютом, Джон освобождает Синди от её обещания выйти за него, и она выходит за Майка. Все трое идут на встречу с матерью Синди, которая выглядит не старше дочери — благодаря тому, что пролежала в анабиозе последние 20 лет. Джон влюбляется с первого взгляда, но тут их навещает новый президент мира — Сэггс, приватизировавший правительство. Он предлагает героям новый тягач и чемодан, полный денег, чтобы купить их молчание о его плане силового захвата Земли. Джон соглашается, но Майк разгневан. Он выбрасывает дипломат в окно — как раз, когда Сэггс садится в свой лимузин. В дипломате оказывается бомба, которую Сэггс взрывает в тот момент, когда дипломат падает на лимузин. Понимая, что им следует бежать прежде чем их обвинят в смерти президента, Майк, Синди, Джон и мать Синди взлетают на своём новом грузовике.

## В ролях
- Деннис Хоппер — Джон Кэньон
- Деби Мейзар — Синди
- Стивен Дорфф — Майк Пуччи
- Джордж Вендт — Келлер
- Чарльз Дэнс — Нейбл/Маканудо
- Шейн Риммер — Э. Г. Сэггс

## Дополнительные факты
- Лицензионная видеокассета в России выпускалась в 1999—2001 годах дистрибьютором «Savva Video»; Агентством «Парадиз».
- Фильм в соответствии с Системой возрастной классификации кинопоказа в России имеет возрастные ограничения: «Фильм разрешён для показа зрителям, достигшим 16 лет»